# Graafschap Isenburg-Meerholz
Isenburg-Meerholz was een graafschap binnen de Boven-Rijnse Kreits van het Heilige Roomse Rijk.

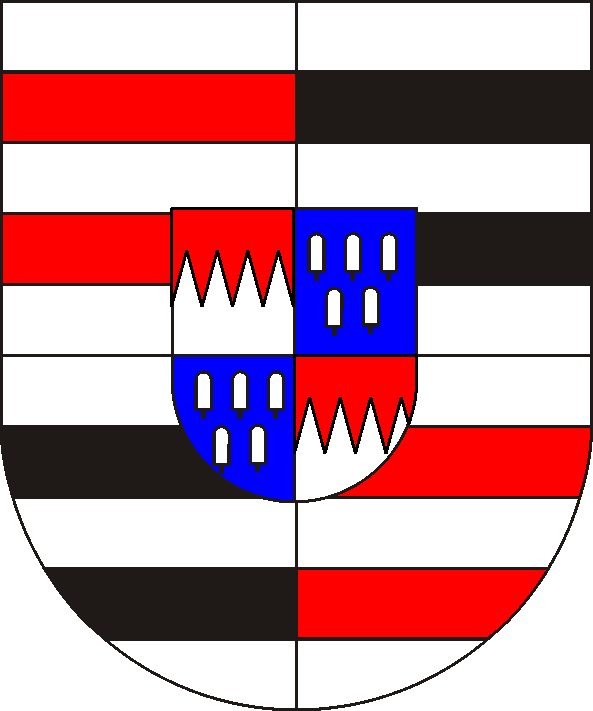
wapen Isenburg-Meerholz na het verwerven van een aandeel in het graafschap Limpurg

In 1687 vindt er een verdeling plaats van het graafschap Isenburg-Büdingen tussen de vier zonen van graaf Johan Ernst.
- Johan Casimir krijgt Büdingen
- Ferdinand Maximiliaan krijgt Wächtersbach
- Georg Albrecht krijgt Meerholz
- Karel August krijgt Marienborn (uitgestorven in 1725)

Het gebied bestaat uit de gerechten Meerholz en Gründau (of Lieblos).Na het uitsterven van de tak Isenburg-Marienborn in 1725 komt daar het gerecht Eckhardshausen nog bij.
In 1762 wordt een aandeel in het graafschap Limpurg-Gaildorf verworven door het huwelijk van graaf Karel met Eleonora Frederike van Solms-Assenheim bestaande uit het ambt Oberroth en het halve ambt Gaildorf.

Artikel 24 van de Rijnbondakte van 12 juli 1806 stelt de bezittingen van de graven van Isenburg-Büdingen, Wächtersbach en Meerholz onder de soevereiniteit van het vorstendom Isenburg: de mediatisering.
In 1813 wordt het vorstendom Isenburg bezet door geallieerde troepen. Het komt onder het bestuur van Oostenrijk. Op het Congres van Wenen in 1815 dient het bij de onderhandelingen als ruilobject. In 1816 komt het aan het groothertogdom Hessen-Darmstadt als schadeloosstelling voor het verlies van het hertogdom Westfalen. Vervolgens speelt het een rol in de onderhandelingen tussen het groothertogdom Hessen-Darmstadt en het keurvorstendom Hessen-Kassel.
Uiteindelijk blijft Büdingen bij Hessen-Darmstadt en komen Wächtersbach en Meerholz aan Hessen-Kassel.

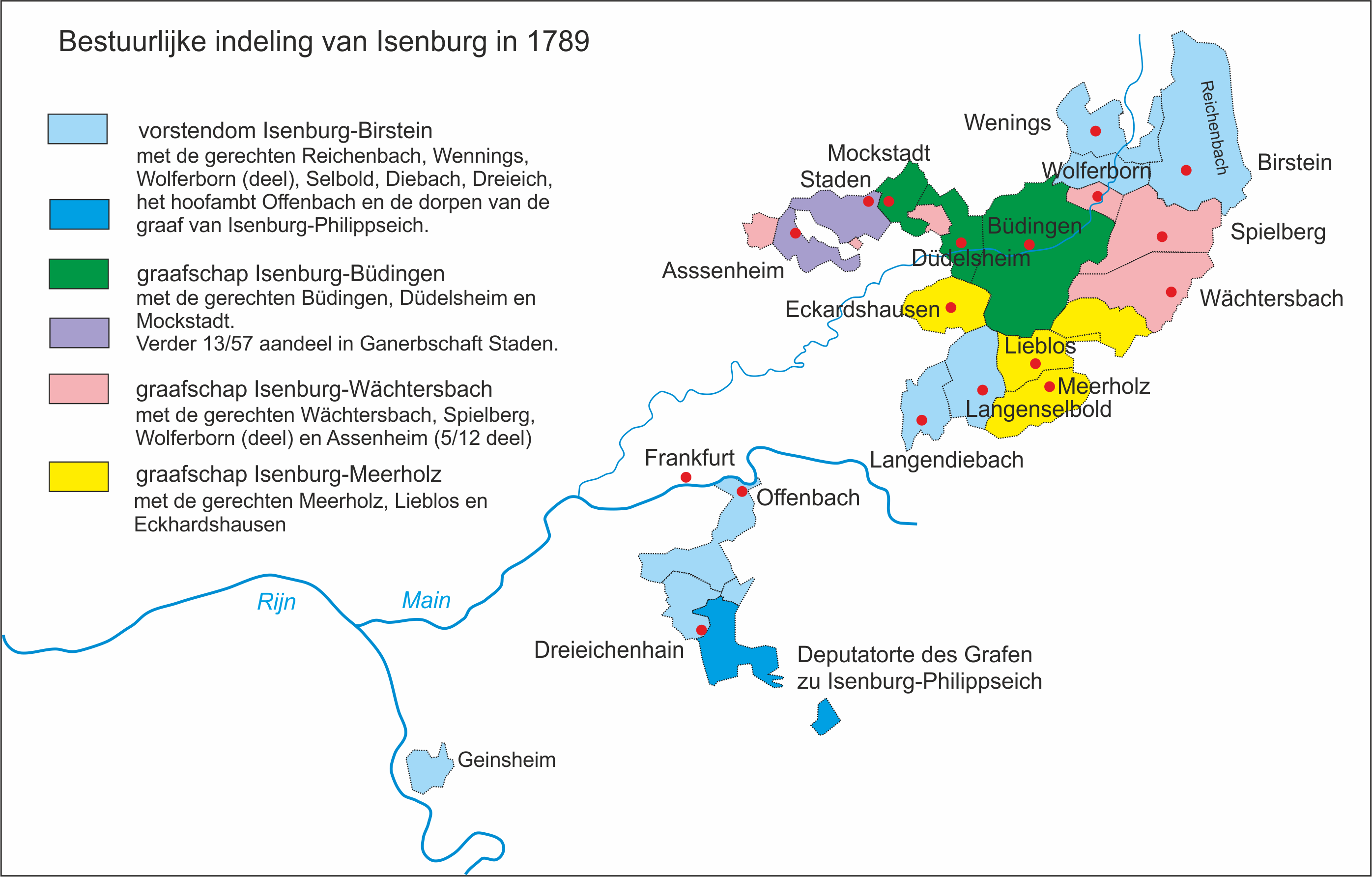
administratieve indeling van Isenburg in 1797

## Regenten
| regering  | naam           | geboren    | overleden | familie |
| --------- | -------------- | ---------- | --------- | ------- |
| 1687-1724 | Georg Albrecht | 1-5-1664   | 11-2-1724 |         |
| 1724-1774 | Karel          | 27-11-1700 | 14-3-1774 | zoon    |
| 1774-1802 | Johan Frederik | 2-5-1729   | 4-5-1802  | zoon    |
| 1802-1806 | Karel          | 7-5-1763   | 17-5-1832 | zoon    |